# الیزا ریتسمبل
الیزا ریتسمبل (لهستانی: Eliza Rycembel؛ ‏ ۱۹۹۲) بازیگر اهل لهستان است.
از فیلم‌ها یا برنامه‌های تلویزیونی که وی در آن نقش داشته‌است، می‌توان به عزم راسخ ایرنا، مفقودشدگان، خبرچینان – پدران و دختران، اوشیتسکا، بدن مسیح، کورشده از نور و ۱۹۸۳ اشاره کرد.